# Revuelta marroquí de 1984
La Revuelta marroquí de 1984, también conocida como la Revuelta del Pan, fue una serie de protestas y disturbios ocurridos en varias ciudades de Marruecos, especialmente en el Rif, en enero de 1984. Estas manifestaciones surgieron como respuesta al aumento del costo de vida, las políticas económicas impuestas por el gobierno y la creciente desigualdad social. La represión gubernamental fue brutal, resultando en un número indeterminado de muertos y arrestos masivos.

## Contexto

### Contexto económico
En la década de 1980, Marruecos atravesaba una severa crisis económica con un aumento de la deuda externa de 900 millones de dólares en 1972 a 12.000 millones en 1980. Entre las principales causas del deterioro económico se destacan:
- Déficit comercial: En 1983, las exportaciones cubrían solo el 55,8 % de las importaciones.
- Caída del precio del fosfato en el mercado internacional.
- Gastos militares excesivos, en especial debido a la Guerra del Sahara Occidental (costo estimado en un millón de dólares diarios).
- Baja tasa de crecimiento del PIB, que pasó de 6,8 % en el período 1973-1977 a solo 0,6 % en 1983.
- Corrupción y burocracia.
- Sequías continuas, que afectaron gravemente la agricultura.[1][2][3]

Ante la incapacidad del país para pagar su deuda y sostener sus importaciones, el Fondo Monetario Internacional (FMI) impuso un programa de ajuste estructural en 1980. Como parte de este plan, se implementaron medidas de austeridad severas en el presupuesto de 1983, que incluyeron:
- Eliminación de 19.000 empleos en el sector público.
- Reducción de 600 millones de dirhams en subsidios a productos básicos.
- Incremento de impuestos al consumo.
- Devaluación del dírham en un 20 %.
- Aumento de los precios de productos esenciales (18 % en el azúcar, 67 % en la mantequilla, 20 % en los combustibles).
- Nuevas tasas de inscripción en la educación: 50 dirhams en secundaria y 100 en la universidad.

Estas medidas incrementaron la pobreza y el descontento, afectando especialmente a las ciudades del norte, donde la economía dependía del contrabando con Ceuta y Melilla. En Nador, por ejemplo, se impusieron tasas de 100 dirhams para peatones y 500 para automóviles que cruzaban a Melilla, lo que intensificó la indignación.

### Contexto politico
Adicionalmente, Marruecos se encontraba en plena etapa de los llamados años de plomo, caracterizados por la represión política y la persecución de opositores. La revuelta de 1984 fue precedida por protestas estudiantiles en 1981 en Casablanca, que también fueron reprimidas violentamente.
Además, en enero de 1984, el país organizaba en Casablanca la IV Cumbre de Países Islámicos, lo que concentró las fuerzas de seguridad en la ciudad y dejó a otras regiones con menor presencia policial, facilitando el estallido de las protestas.

## Desarrollo cronológico
- 17 de enero: Primeras huelgas y protestas estudiantiles en Alhucemas y Nador contra el aumento de las tasas educativas.[5]
- 19 de enero: La represión de las manifestaciones en Nador y Alhucemas provoca la extensión de las protestas a otras ciudades como Tetuán, Alcazarquivir y Marrakech. En Nador, se estima la participación de 12.000 manifestantes, y las fuerzas del orden responden con disparos de fuego real.[6]
- 21 de enero: El Telegrama de Melilla informa de 40 muertos en Nador.
- 22 de enero: En un discurso televisado, Hasán II califica a los rifeños de "alborotadores" y "forajidos" ("Awbach"), y atribuye las revueltas a una conspiración extranjera supuestamente dirigida por grupos marxistas-leninistas, Irán e Israel.
- 24 de enero: La prensa española publica imágenes de un helicóptero disparando contra manifestantes en Nador.

- 25 de enero: El gobierno informa oficialmente de 29 muertos y 114 heridos, con la siguiente distribución:
  - Nador: 16 muertos y 37 heridos.
  - Tetuán: 9 muertos y 72 heridos.
  - Alhucemas: 4 muertos y 4 heridos.

- 26 de enero: El diario El Periódico de Cataluña estima 400 muertos en todo el país.
- Hasta el 2 de febrero: Se impone un toque de queda en las ciudades afectadas.

## Consecuencias
La revuelta de 1984 dejó un saldo trágico. Aunque el gobierno marroquí nunca publicó cifras oficiales, fuentes independientes estiman que el número de muertos fue de decenas a cientos y que hubo miles de detenidos. La represión instauró un clima de miedo que silenció la disidencia durante años.
Hasán II, en un intento por justificar la represión, llegó a referirse a los manifestantes del Rif como "bandidos". Esta declaración aumentó la brecha entre el gobierno central y la población rifeña, dejando una herida que aún persiste en la historia contemporánea de Marruecos.

## Legado
La revuelta de 1984 es recordada como uno de los episodios más oscuros en la historia reciente de Marruecos. La marginación del Rif y el norte del país continuó en las décadas siguientes, desembocando en nuevas protestas en 2016-2017 con el movimiento del Hirak. La falta de justicia para las víctimas de la represión de 1984 sigue siendo un punto de tensión entre la sociedad civil y el gobierno marroquí.